# Trayectoria circunlunar

La trayectoria que siguió Apolo 13

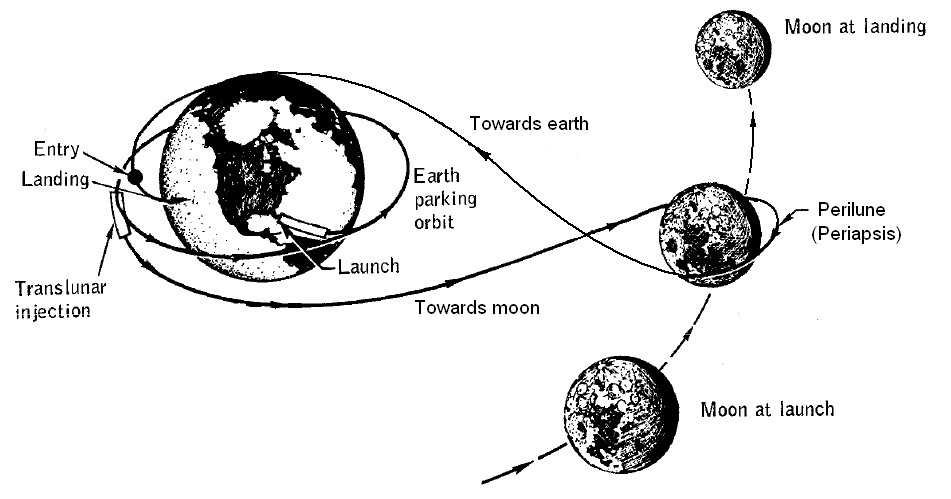
Croquis de una trayectoria circumlunar de regreso libre (no a escala).

Una trayectoria circunlunar, trayectoria translunar o de retorno libre lunar, es un tipo de trayectoria de regreso libre que toma una nave espacial de la Tierra, alrededor del lado lejano de la Luna, y de regreso a la Tierra usando solo la gravedad una vez que se establece la trayectoria inicial.

## Historia
La primera nave espacial para volar una trayectoria circumlunar fue Luna 3. Las trayectorias circumlunares también fueron utilizadas por las misiones de Apolo antes de la inserción lunar de la órbita, para proporcionar un retorno libre a la tierra en caso de un mal funcionamiento del sistema de propulsión en el camino a la Luna. Esto se usó en la misión Apolo 13, cuando una rotura del tanque de oxígeno 2 requirió regresar a la Tierra sin disparar el motor del Módulo de Servicio, aunque para mantener esta trayectoria fueron requeridos una serie de correcciones de curso usando el motor de descenso del Módulo Lunar.
También se propusieron varias misiones tripuladas para conducir intencionalmente vuelos aéreos circunlunares, incluyendo el programa soviético Soyuz 7K-L1 o Zond, y varias propuestas de Estados Unidos, incluyendo Gemini-Centaur y una propuesta de Apolo temprana